# Українська академія геополітики та геостратегії
Українська академія геополітики та геостратегії (УАГГ) — всеукраїнська громадська організація, яка об'єднує науковців, дипломатів і політиків. Заснована 7 листопада 2022 року у Києві.
Засновником і президентом УАГГ є доктор історичних наук Павло Павлович Гай-Нижник.

## Мета, завдання та напрями діяльності
Метою утворення Академії є об'єднання вчених та інших громадян України для цілеспрямованого розвитку геополітичної науки, міжнародних відносин, формування сучасної геостратегії України, сприяння посилення геополітичної суб'єктності країни, впровадження новітніх геополітичних розробок та технологій у суспільно-політичних відносинах, взаємної координації наукової роботи, обміну досвідом та захисту фахових інтересів, економічних, юридичних, соціальних прав своїх членів.
Метою діяльності Академії не є одержання та розподіл прибутку.
Основним напрямом діяльності Академії є сприяння розвитку громадянського суспільства, науки і освіти, донесення до громадськості інформації щодо новітніх розробок у сфері міжнародних відносин, геостратегії, суспільних та політичних науках, налагодження професійних контактів вчених та організація підвищення рівня освіти і кваліфікації своїх членів.
Напрямами діяльності Академії є:
- формування інформаційної, організаційної, методичної та іншої підтримки професійної діяльності членів Академії у галузі міжнародних відносин, суспільних та політичних наук і гуманітарної освіти;
- впровадження та поширення нового досвіду, участі у розробці та реалізації державних програм у галузі науки і освіти;
- проведення незалежних фундаментальних досліджень у галузі історії, теорії та розвитку глобалістики та геополітики;
- вивчення правових засад діяльності окремих держав та їх блоків у геополітичній сфері;
- вивчення співвідношення норм національного права та загальновизнаних принципів, норм міжнародного права;
- формування та розробка незалежних комплексних програм для вирішення стратегічних проблем української держави в умовах сучасних викликів;
- участь у розробці незалежних програм з напрямків усіх галузей міжнародних відносин, глобалістики та геополітики;
- розробка пропозицій щодо формування внутрішньої та зовнішньої політики країни;
- сприяння у підготовці наукових кадрів у галузі геополітики та геостратегії;
- вивчення та узагальнення досягнень світової геополітичної науки;
- сприяння розвитку видавничої справи, спеціалізованих засобів масової інформації, інформаційної інфраструктури та новітніх інформаційних технологій, публікація праць у галузі геополітики та геостратегії;
- сприяння членам Академії в удосконаленні їхніх професійних навичок та поширенні внутрішніх стандартів наукової діяльності.

На виконання статутних завдань у порядку, встановленому чинним законодавством, Академія має право:
- представляти й захищати права своїх членів в органах державної влади та місцевого самоврядування, судах, господарських і третейських (арбітражних) судах, а також перед іншими фізичними і юридичними особами;
- будувати взаємовідносини з органами державної влади з урахуванням положень Закону України «Про наукову і науково-технічну діяльність»;
- порушувати клопотання перед органами державної влади та місцевого самоврядування й іншими фізичними і юридичними особами щодо виконання статутних завдань Академії;
- встановлювати і розвивати політичні, гуманітарні, інформаційні та професійні зв'язки, в тому числі міжнародні, сприяти обміну досвідом у галузі науки і освіти;
- поширювати інформацію, пропагувати свої ідеї, цілі, завдання, найменування та символіку;
- укладати договори та інші правочини з фізичними і юридичними особами, з об'єднаннями громадян з метою виконання статутних завдань Академії, у тому числі з науковцями та науковими установами інших держав;
- створювати тимчасові наукові колективи, утворювати для виконання статутних завдань науково-дослідні, експертні підрозділи, співпрацювати із іноземними та міжнародними організаціями, бути колективним членом або засновником міжнародних науково-фахових об'єднань, спілок, товариств відповідно до законодавства України;
- організовувати і брати участь у конференціях, семінарах та інших заходах, що стосуються статутних завдань Академії;
- засновувати засоби масової інформації, інші необхідні для статутної діяльності підприємства, установи та організації, бути суб'єктом видавничої діяльності в установленому законом порядку;
- забезпечувати науково-методичне та організаційне супроводження видання, заснованого Академією, науково-популярного журналу «Міжнародні відносини, геополітика та геостратегія» з метою популяризації наукових праць членів Академії та світової наукової спадщини;
- організовувати неприбуткові конкурси та інші публічні заходи в установленому законодавством порядку без мети отримання прибутку;
- встановлювати відзнаки Академії для нагородження членів Академії та інших громадян за вагомий внесок у розвиток науки і освіти, міжнародного гуманітарного права, а також за заслуги у здійсненні статутних завдань Академії. Положення про відзнаки Академії затверджується Президією Академії;
- встановлювати стипендії талановитим вченим за вагомий внесок у розвиток науки і освіти та активну громадянську позицію.

## Загальні Збори Української академії геополітики та геостратегії після повносяжного вдертя військ РФ в Україну
- 2 лютого 2024 р. (Київ): перспективи діяльності УАГГ за нових геополітичних умов; стратегія зовнішньої політики під час трансформації світової системи безпеки;
- 16 травня 2024 р. (Київ): 30-річчя становлення сучасної консульської служби України; захист українців за кордоном;
- 17 червня 2025 р. (Київ): міжнародна політика і трансформація світової безпеки; тероризм у зовнішній політиці Російської Федерації;

## Членство в Українській академії геополітики та геостратегії
Академія обирає академіків і членів-кореспондентів.
Академіком може бути обраним вчений, який має науковий ступень доктора наук, здійснює активну наукову і громадську діяльність, бере участь у роботі Академії, а також фаховий дипломат або діяч, що дотичний до державної зовнішньої політики тощо. Як виняток, академіком може бути обраним вчений, який має науковий ступень доктора філософії (кандидата наук) або вчене звання професора і є членом-кореспондентом Академії.
Членом-кореспондентом може бути обраним вчений, який має науковий ступень доктора наук, доктора філософії (кандидата наук), здійснює активну наукову і громадську діяльність та бере участь у роботі Академії.
Засновники Академії є академіками-засновниками Української академії геополітики та геостратегії з моменту її державної реєстрації.
Серед дійсних членів (академіків) УАГГ, зокрема, є: Павло Гай-Нижник, Володимир Огризко, Володимир Хандогій, Павло Кривонос, Олександр Міщенко, Олександр Черевко, Борис Гуменюк, Олег Бєлоколос, Юрій Лазуто, Олександр Левченко, Григорій Перепелиця, Леонід Чупрій, В'ячеслав Ціватий, Віталій Москаленко, Валерій Бортняк, Микола Дорошко, Микола Томенко, Ігор Турянський, Олег Бай, Олександр Савченко, Інна Хоменська, Юрій Ніколаєць, Василь Куйбіда, Василь Мойсієнко, Дмитро Чистяк, Оксана Тулай, Сергій Корновенко, Олег Машевський, Владислав Берковський та інші.
З іноземців членами УАГГ є Ion Deaconescu, Jeton Kelmendi (Єтон Келменді) та інші.
Регіональні відділення УАГГ в Україні: Київ, Черкаси, Тернопіль, Кременець, Вінниця, Кам'янець-Подільський

## Видання під грифом Української академії геополітики та геостратегії
- Павло Гай-Нижник. «Зазирнути у вічі Путіну»: російський синдром української «дипломатії війни і миру». Пекельна весна 2022-го. – Київ: Саміт-книга, 2025. – 256 с., іл.
- Павло Гай-Нижник, Леонід Чупрій. Російський вузол: розв’язати чи розрубати (війна і перспективи розпаду РФ). – Київ: Саміт-книга, 2025. – 176 с., іл.

## Відео
- Збори (другі) Української академії геополітики та геостратегії (Київ, 16 травня 2024 р.)